# Over-Jerstal-Kreis

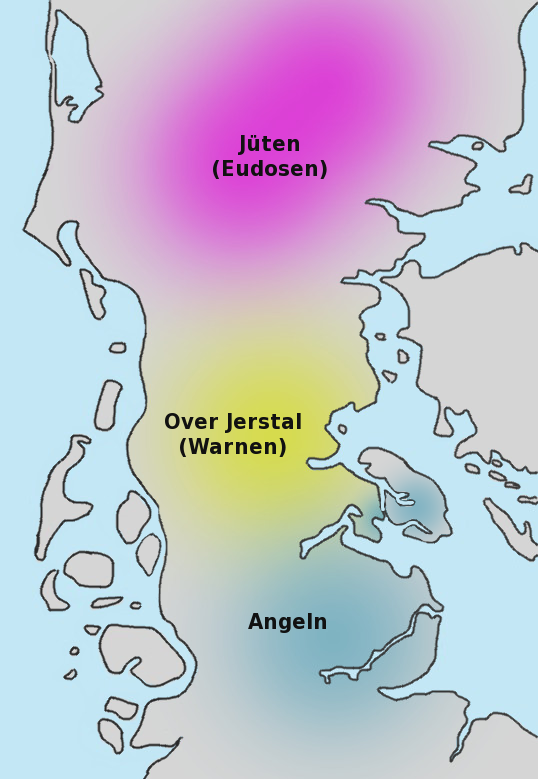
Der Over-Jerstal-Kreis um etwa 100 n. Chr.

Der Over-Jerstal-Kreis (in der Fachliteratur Over Jerstal-Kreis, auch: Oberjersdaler Kreis, dänisch: Over Jerstal-Kreds(en)) bezeichnet eine südskandinavische Kulturgruppe, die etwa zwischen 50 v. Chr. bis 200 n. Chr. im südlichen Jütland bestand. Die eisenzeitliche Kulturgruppe ist nach einem unmittelbar westlich der Ortschaft Over Jerstal in Sønderjylland in Dänemark gelegenen Grabplatz benannt.
Charakteristisch für den Over-Jerstal-Kreis sind die bei Ausgrabungen im 19. Jahrhundert in Over Jerstal gefundenen mit zwei bis drei horizontalen Riefen im Schulterbereich verzierten Keramiken, die sich in Form und Ornament von zum Beispiel den weiter nördlich gefundenen Keramiken mit Mäanderverzierung unterscheiden lassen. Zudem fanden sich unter anderem Urnen mit kammstrichverzierten Unterteilen und schwarzgeglättete Fußbecher. Hinsichtlich der Gefäßformen gab es zum Teil Ähnlichkeiten mit Funden auf den südwestlich angrenzenden Nordfriesischen Inseln. In den Jahren 1980 bis 1995 wurden nahe der Ortschaft Galsted weitere Ausgrabungen durchgeführt, bei denen unter anderem mehrere Langhäuser aus der Zeit des Over-Jerstal-Kreises nachgewiesen werden konnten. Hinsichtlich der Bestattung bestanden vor allem Brandgräber, es fanden sich aber auch Körper- und Urnengräber.
Geografisch lässt sich ein Raum etwa zwischen Kolding und Flensburg als Stammesgebiet ausmachen. Die Grenze zu den südlich siedelnden Angeln markierte vermutlich der Grenzwall Olgerdige. Die deutschen Archäologen Friedrich Plettke und Johanna Mestorf identifizierten den Over-Jerstal-Kreis mit dem germanischen Stamm der Warnen (dänisch: Varinere). Per Ethelberg vom Museum Sønderjylland unterstützte diese These im Jahr 2013. Bereits Tacitus verortete die Warnen als zwischen den Angeln und den Eudosen (≈ Jüten) siedelnd. Nachdem die Angeln nach Norden und jütische Stämme nach Süden expandierten, verschwand der Over-Jerstal-Kreis um das Jahr 200. Bei Ausgrabungen im Jahr 2009 auf der Halbinsel Sundeved zeigte sich, dass die älteren Häuser des Over-Jerstal-Kreises von jüngeren der Angeln vom Typ Osterrönfeld abgelöst wurden.